# Filmografija Georgea Clooneyja
Članek predstavlja filmografijo ameriškega igralca Georgea Clooneyja.

## Filmografija

### Filmi
| Leto | Naslov                             | Vloga                  | Opombe                    |
| ---- | ---------------------------------- | ---------------------- | ------------------------- |
| 1987 | Return to Horror High              | Oliver                 |                           |
| 1987 | Grizzly II: The Predator           |                        |                           |
| 1987 | Combat Academy                     | Major Biff Woods       |                           |
| 1988 | Return Of The Killer Tomatoes      | Matt Stevens           |                           |
| 1990 | Red Surf                           | Remar                  |                           |
| 1992 | Unbecoming Age                     | Mac                    |                           |
| 1993 | The Harvest                        | Pojoči transvestit     |                           |
| 1996 | Od zore do mraka                   | Seth Gecko             |                           |
| 1996 | One Fine Day                       | Jack Taylor            |                           |
| 1997 | The Peacemaker                     | Thomas Devoe           |                           |
| 1997 | Batman & Robin                     | Bruce Wayne / Batman   |                           |
| 1998 | Tanka rdeča črta                   | Captain Bosche         |                           |
| 1998 | Daleč od oči                       | Jack Foley             |                           |
| 1998 | Waiting For Woody                  | On                     | Kratek film               |
| 1999 | Trije kralji                       | Major Archie Gates     |                           |
| 1999 | The Book That Wrote Itself         | On                     |                           |
| 1999 | South Park: Bigger, Longer & Uncut | Doktor Gouache         | Glas                      |
| 2000 | Vihar vseh viharjev                | Billy »Skip« Tyne      |                           |
| 2000 | Kdo je tu nor?                     | Ulysses Everett McGill |                           |
| 2001 | Oceanovih 11                       | Danny Ocean            |                           |
| 2001 | Mali vohuni                        | Devlin                 |                           |
| 2002 | Izpovedi nevarnega uma             | Agent CIE, Jim Byrd    | Tudi režiser              |
| 2002 | Solaris                            | Chris Kelvin           |                           |
| 2002 | Welcome To Collinwood              | Jerzy                  |                           |
| 2002 | Starbuck Holger Meins              |                        | Dokumentarni film         |
| 2003 | Intolerable Cruelty                | Miles Massey           |                           |
| 2003 | Mali vohuni 3-D: Konec igre        | Devlin                 |                           |
| 2004 | Oceanovih 12                       | Danny Ocean            |                           |
| 2005 | Lahko noč in srečno                | Fred Friendly          | Tudi scenarist in režiser |
| 2005 | Siriana                            | Bob Barnes             |                           |
| 2006 | Dobri Nemec                        | Jake Geismar           |                           |
| 2007 | Michael Clayton                    | Michael Clayton        |                           |
| 2007 | Darfur Now                         | On                     |                           |
| 2007 | Oceanovih 13                       | Danny Ocean            |                           |
| 2008 | Leatherheads                       | Jimmy »Dodge« Connelly | Tudi scenarist in režiser |
| 2008 | Preberi in zažgi                   | Harry Pfarrer          |                           |
| 2009 | Fantastični gospod Fox             | Gospod Fox             | Glas                      |
| 2009 | Možje, ki strmijo v koze           | Lyn Cassady            |                           |
| 2009 | V zraku                            | Ryan Bingham           |                           |
| 2010 | Američan                           | Jack                   |                           |
| 2011 | Marčeve ide                        | Governor Mike Morris   | Tudi scenarist in režiser |
| 2011 | Potomci                            | Matt King              |                           |
| 2013 | Gravity                            | Matt Kowalsky          |                           |
| 2013 | Monuments Men                      | George Stout           | V snemanju                |
| 2014 | Tomorrowland                       | Frank Walker           | Pre-produkcija            |
| 2015 | Our Brand Is Crisis                |                        |                           |
| 2015 | A Very Murray Christmas            | Igra samega sebe       |                           |
| 2016 | Hail, Caesar!                      | Baird Whitlock         |                           |
| 2016 | Money Monster                      | Lee Gates              |                           |
| 2017 | Suburbicon                         |                        |                           |
| 2018 | Oceanovih 8                        |                        |                           |

### Televizijske serije
| Leto                    | Naslov             | Vloga                      | Opombe                                                                |
| ----------------------- | ------------------ | -------------------------- | --------------------------------------------------------------------- |
| 1984 – 1985             | E/R                | Mark »Ace« Kolmar          |                                                                       |
| 1984                    | Riptide            | Lenny Colwell (ugrabitelj) | 1 epizoda: »Where The Girls Are«                                      |
| 1985                    | Street Hawk        | Kevin Stark                | 1 epizoda: »A Second Self«                                            |
| 1985 – 1987             | The Facts Of Life  | George Burnett             |                                                                       |
| 1987                    | Hunter             | Matthew Winfield           | 1 epizoda: »Double Exposure«                                          |
| 1987                    | Umor, je napisala  | Kip Howard                 | 1 epizoda: »No Laughing Murder«                                       |
| 1987                    | Zlata dekleta      | DetektivBobby Hopkins      | 1 epizoda: »To Catch A Neighbor«                                      |
| 1988 – 1991             | Roseanne           | Booker Brooks              | 11 epizod                                                             |
| 1992 – 1993             | Bodies Of Evidence | Ryan Walker                | 16 epizod; glavna vloga                                               |
| 1993 – 1994             | Sisters            | Detektiv James Falconer    | 19 epizod                                                             |
| 1994 – 1999, 2000, 2008 | Urgenca            | Dr. Doug Ross              | 109 epizod; glavna vloga (sezone 1 – 5) / poseben gost (sezoni 6, 15) |
| 1995                    | Prijatelji         | Dr. Michael Mitchell       | Epizoda: »The One with Two Parts, Part Two«                           |
| 1997                    | Full Tilt Boogie   | On                         | Dokumentarni film                                                     |
| 1997                    | South Park         | Pes Sparky                 | 1 epizoda: »Big Gay Al's Big Gay Boat Ride«; glas                     |
| 2000                    | Fail Safe          | Jack Grady                 |                                                                       |

### Gledališče
| Leto | Naslov | Vloga       | Opombe |
| ---- | ------ | ----------- | ------ |
| 2012 | 8      | David Boies |        |

### Režiser
| Leto | Naslov                 | Opombe   |
| ---- | ---------------------- | -------- |
| 2002 | Izpovedi nevarnega uma |          |
| 2005 | Lahko noč in srečno    |          |
| 2005 | Unscripted             | 5 epizod |
| 2008 | Leatherheads           |          |
| 2011 | Marčeve ide            |          |
| 2013 | Monuments Men          |          |

### Producent
| Leto | Naslov                   | opombe                   |
| ---- | ------------------------ | ------------------------ |
| 1999 | Kilroy                   | TV; tudi scenarist       |
| 2000 | Fail Safe                | Delno                    |
| 2001 | Rock Star                | Delno                    |
| 2002 | Insomnia                 | Delno                    |
| 2002 | Welcome to Collinwood    | Delno                    |
| 2002 | Far from Heaven          | Delno                    |
| 2003 | K Street                 | Delno, 10 epizod         |
| 2004 | Criminal                 |                          |
| 2005 | The Jacket               |                          |
| 2005 | Unscripted               | 10 epizod                |
| 2005 | The Big Empty            | Delno                    |
| 2005 | Siriana                  | Delno                    |
| 2005 | Šušlja se...             | Delno                    |
| 2006 | A Scanner Darkly         | Delno                    |
| 2006 | Pu - 239                 | Delno                    |
| 2007 | Michael Clayton          | Delno                    |
| 2007 | Sand and Sorrow          | Dokumentarni film; delno |
| 2007 | Wind Chill               | Delno                    |
| 2008 | Leatherheads             |                          |
| 2009 | The Informant!           | Delno                    |
| 2009 | Playground               | Delno                    |
| 2009 | Možje, ki strmijo v koze |                          |
| 2010 | Hope for Haiti Now       |                          |
| 2010 | Američan                 |                          |
| 2011 | Marčeve ide              |                          |
| 2012 | Misija Argo              |                          |
| 2013 | August: Osage County     |                          |
| 2013 | Monuments Men            |                          |

### Scenarist
| Leto | Naslov              | Opombe |
| ---- | ------------------- | ------ |
| 2005 | Lahko noč in srečno |        |
| 2008 | Leatherheads        |        |
| 2011 | Marčeve ide         |        |
| 2013 | Monuments Men       |        |